# Phyteuma confusum
Phyteuma confusum är en klockväxtart som beskrevs av Anton Joseph Kerner. Phyteuma confusum ingår i släktet rapunkler, och familjen klockväxter. Inga underarter finns listade i Catalogue of Life.

## Bildgalleri

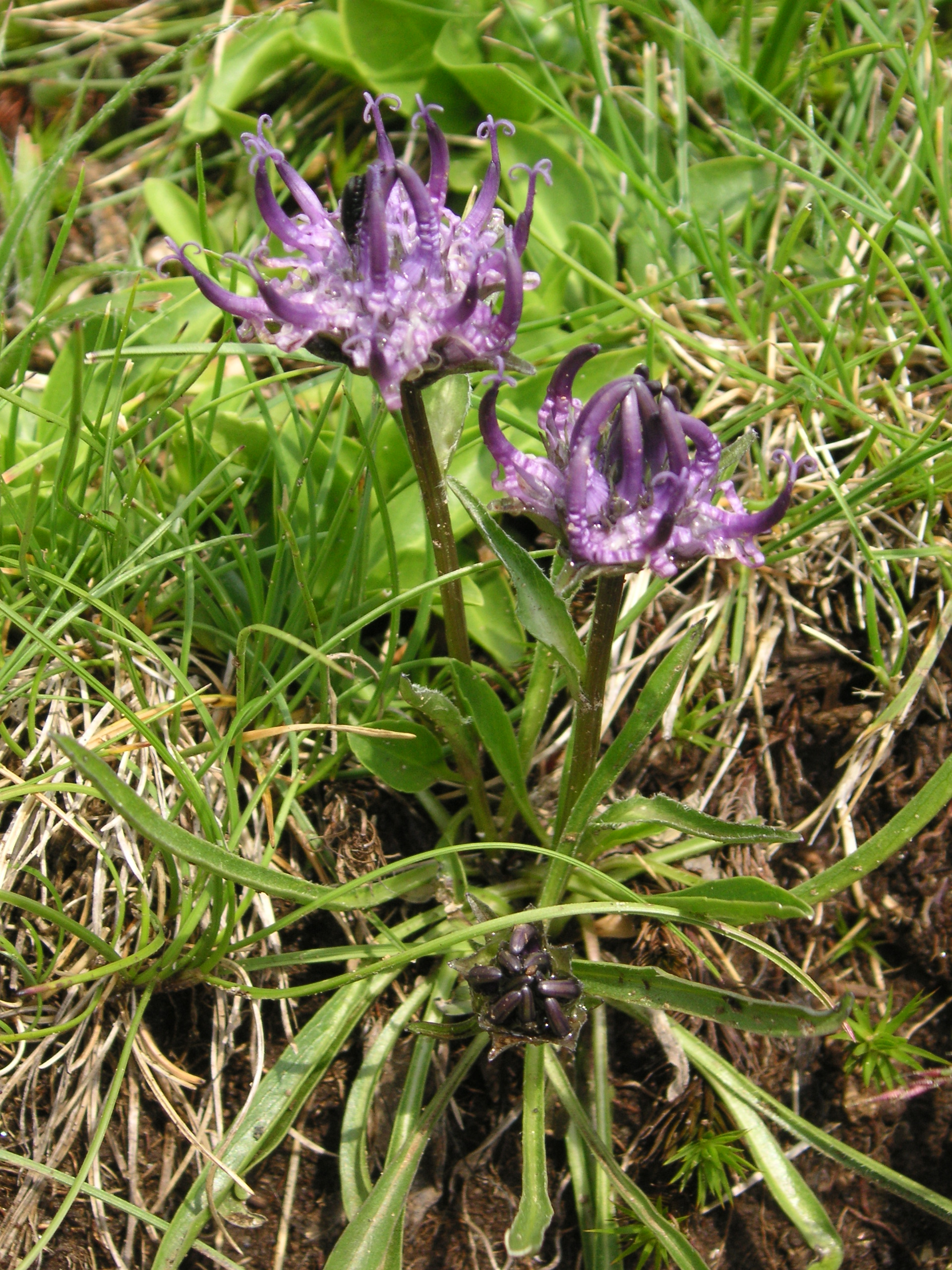
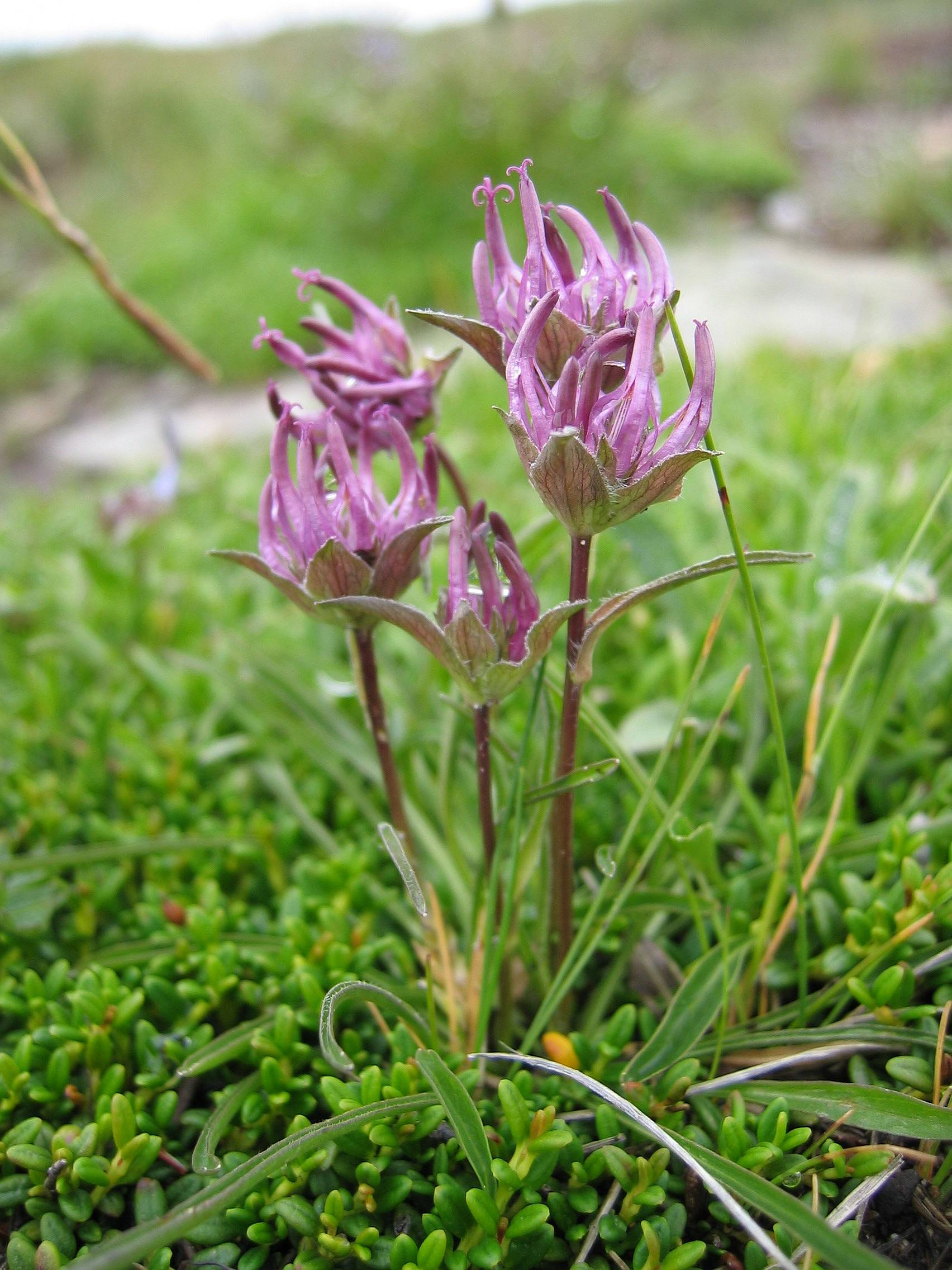
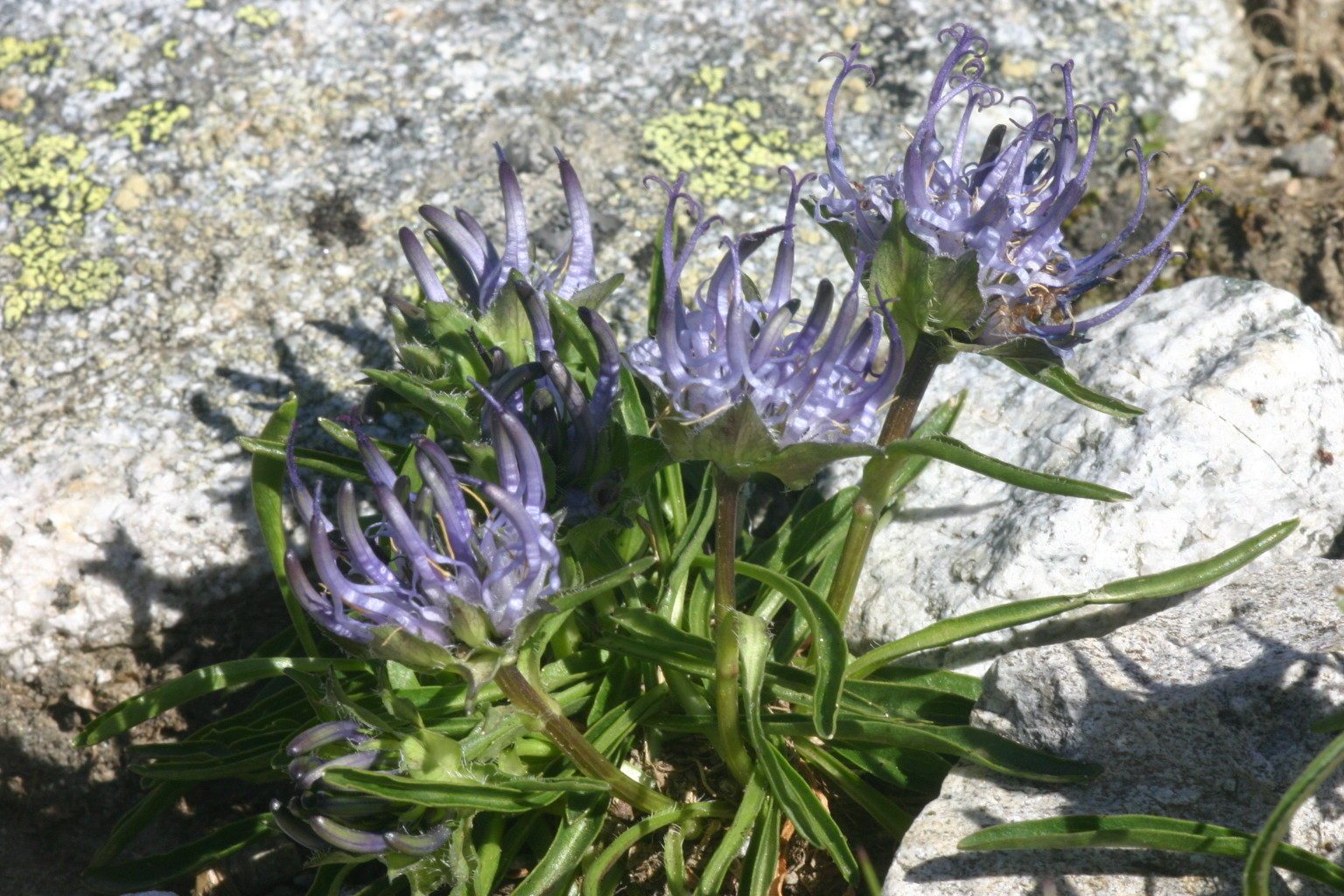
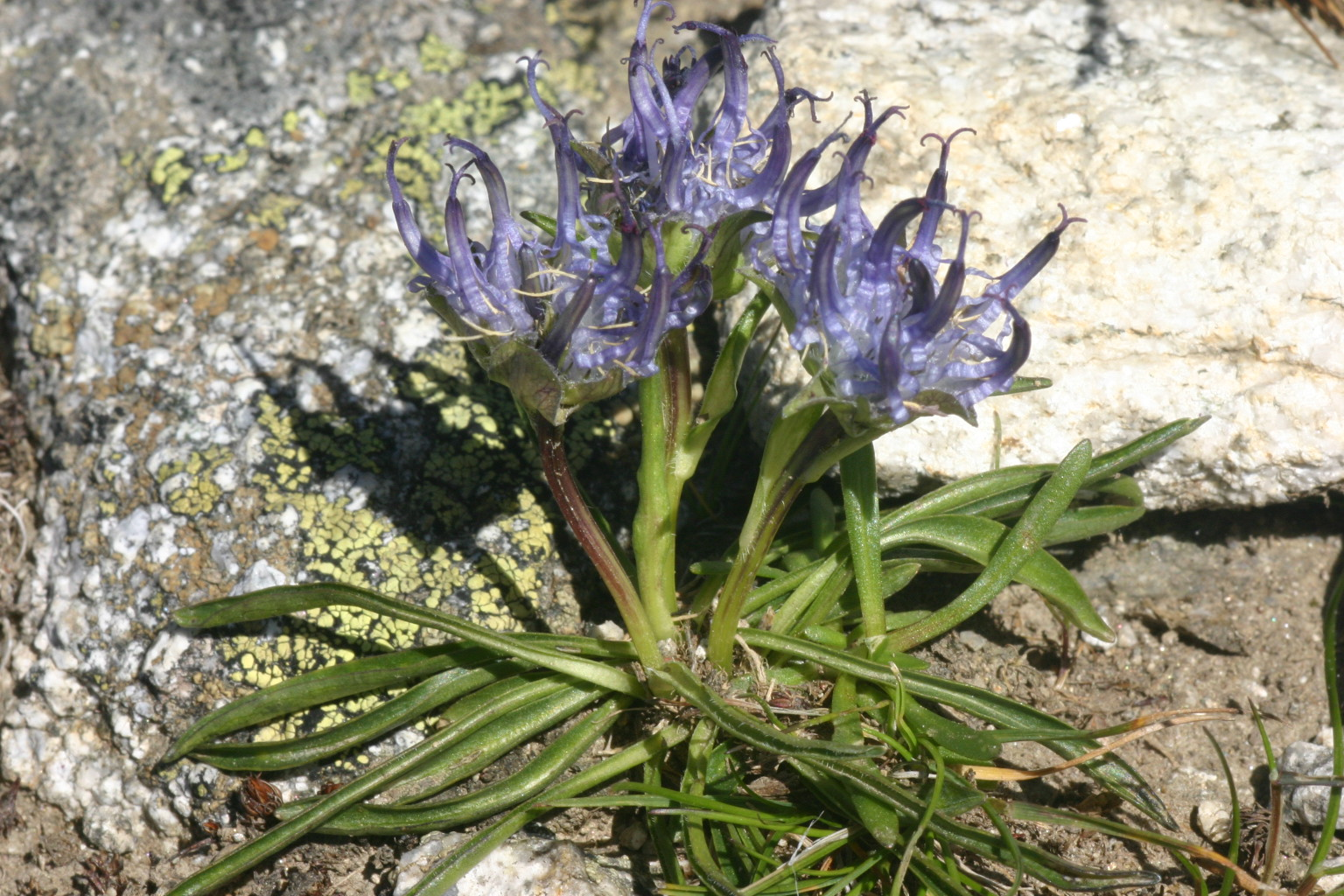
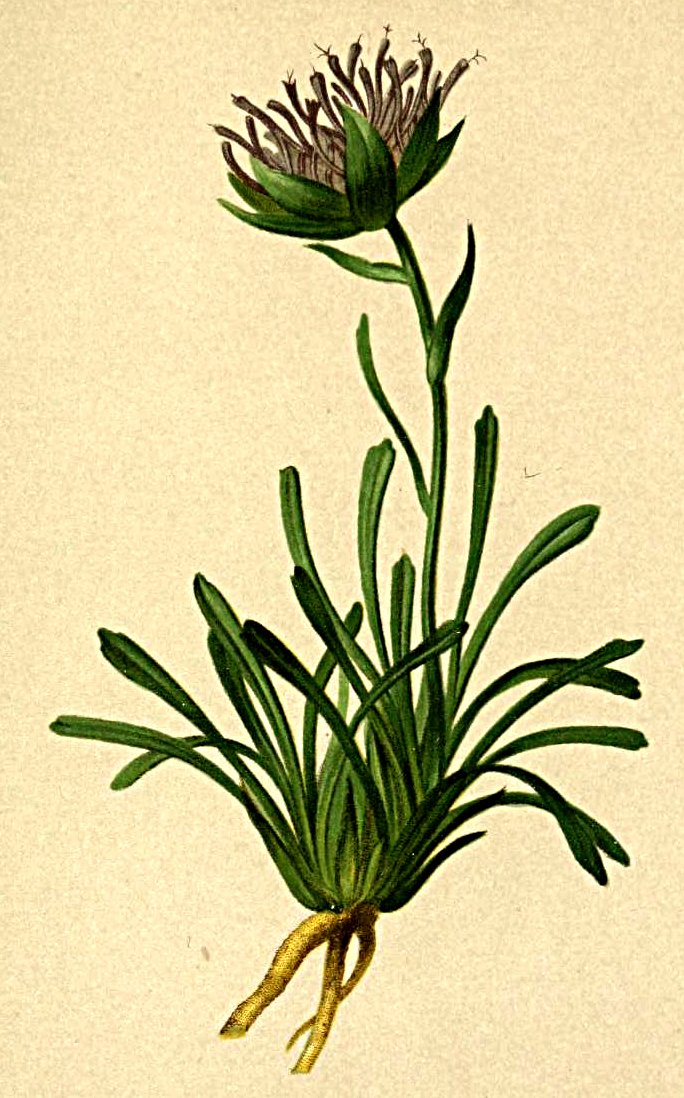